# 聯想控股
聯想控股股份有限公司，簡稱聯想控股股份和聯想控股（港交所：3396）是一家中国综合企业公司。聯想控股的主要股東為國企中国科学院国有资产经营有限责任公司（29.05%）、基金管理公司聯持志远（20.37%）、中國民企中国泛海控股集团（11.61%）、柳传志（3.12%）、朱立南（2.23%）、宁旻（1.59%）等。

## 历史
在1984年，由中国科学院计算技术研究所，最早由董事長柳傳志安排於總部北京設立前身「中國科學院計算技術研究所新技術發展公司」。業務在全球經營战略投资和财务投资，包括資訊科技、金融行業、農業等。
股份在2015年6月29日於港交所主板上市。全球招股定價為43港元，全球發行新股數目為3.52944億H股新股份，而集資額為152億港元。主要基礎投者包括已故鄭裕彤、郭炳湘、中國平安保險、惠理集團、TCL集團、蘇寧及綠地集團等。
2016年9月30日，該公司旗下聯想集團有限公司附屬公司聯創嘉業（北京）資產管理有限公司，以1,780,000,000元人民幣，出售予北京市海淀區國有資本經營管理中心。
2017年9月1日，該公司以1,483,951,348歐元（11,652,727,960元人民幣）收購從Precision Capital所持有盧森堡國際銀行股權。
2018年11月19日聯想控股全資附屬公司佳沃集團以8.8億美元收購智利上市的三文魚公司Australis Seafoods S.A.共94.47%的具投票權已發行股份。

## 資產
- 聯想集團有限公司23.81%
- 漢口銀行15.33%
- 盧森堡國際銀行
- 拉卡拉
- 正奇金融控股
- 苏州信托
- 弘毅投資
- 君联资本
- 萬福生科29.9%
- 东方航空物流15.29%
- 佳沃有限公司
- 神州租車
- 北京眾聯資產管理有限公司100％

## 相關連結
- 柳傳志
- 聯想集團